# كاستيلار ديل فاليس
بلدية كاستيلار ديل باليس (بالكاتالانية: Castellar del Vallès) هي إحدى بلديات مقاطعة برشلونة، والتي تقع في منطقة كاتالونيا، شرق إسبانيا.
يبلغ عدد سكانها 22.007 نسمة وفقاً لإحصائية سنة (2007).

## أعلام
- كارميلو موراليس
- جبريل مورا